# Escola do Recife
A Escola do Recife foi um movimento sociocultural que nasceu e floresceu nas dependências da Faculdade de Direito do Recife (hoje uma unidade da Universidade Federal de Pernambuco), tendo como líder o sergipano Tobias Barreto.
Além de Tobias Barreto, destacaram-se nessa escola Clóvis Bevilacqua, Sílvio Romero e Joaquim Nabuco.